# Antenna elettricamente piccola
Un'antenna elettricamente piccola o antenna elettricamente corta è un'antenna molto più corta rispetto alla lunghezza d'onda del segnale che si intende trasmettere o ricevere. Generalmente, le antenne elettricamente corte sono meno efficienti e più impegnative da progettare rispetto alle antenne più lunghe quali le antenne a antenne a un quarto d'onda e le antenne a mezz'onda, ma sono comunque comuni per le loro dimensioni compatte e il basso costo.

## Definizione
Tecnicamente, un'antenna elettricamente corta ha lunghezza 2h, tale che {\textstyle {\frac {2\pi h}{\lambda }}\ll 1},dove λ è la lunghezza d'onda nello spazio libero.
Il diagramma di radiazione in campo lontano di un'antenna è la somma dei suoi modi sferici in campo vicino, espressi usando le funzioni di Legendre e le funzioni di Bessel sferiche. Nella sua forma più semplice, è un diagramma di radiazione omnidirezionale senza variazioni nel piano azimutale. Quando l'antenna diventa elettricamente piccola, i modi di propagazione vengono sostituiti da modi evanescenti con elevato fattore Q, dove
{\displaystyle Q\propto {\frac {1}{k^{3}r^{3}}},\quad k={\frac {2\pi }{\lambda }}}
In breve, la massima larghezza di banda di un'antenna elettricamente piccola è regolata dalla sua dimensione massima racchiusa in una sfera di raggio {\displaystyle r}.
Le difficoltà di progettazione di un'antenna elettricamente piccola includono:
- adattamento di impedenza,
- una piccola resistenza di radiazione che richiede quindi una grande corrente e conseguenti perdite ohmiche, quindi scarsa efficienza di radiazione.

## Storia
Harold A. Wheeler iniziò lo studio dei limiti delle piccole antenne con un fondamentale articolo nel 1947, "The Fundamental Limitations of Small Antennas". Wheeler dimostrò la relazione tra il fattore di potenza di radiazione e i parametri geometrici di induttori cilindrici e condensatori cilindrici elettricamente piccoli nell'analisi di un circuito. Poco dopo, L. J. Chu ricavò il fattore Q minimo teorico per un'antenna elettricamente piccola mediante un'espansione dei modi sferici.
Molto più tardi, nel 1964, Collin e Rothschild trovarono un'espressione per il minimo Q per l'onda sferica di ordine più basso nella forma:
{\displaystyle Q={\frac {1}{ka}}+{\frac {1}{(ka)^{3}}},}
che è diventata uno standard di riferimento comune utilizzato nelle successive valutazioni delle prestazioni delle piccole antenne.

## Esempi
Oltre alle antenne a condensatore e induttore a elementi concentrati, esistono vari tipi di antenne elettricamente piccole che includono l'antenna di Goubau, l'antenna di Foltz e l'antenna a cono di Rogers. L'antenna a condensatore e induttore a elementi concentrati è tipicamente costituito da una combinazione dell'antenna a elementi concentrati del condensatore e dell'induttore e antenne a elementi distribuiti auto-risonanti.
Il nuovo tipo principale di antenne elettricamente piccole sono le antenne nanomeccaniche magnetoelettriche (ME). Le antenne ME hanno piccole dimensioni fino a un millesimo di lunghezza d'onda. Per esempio, la lunghezza e la larghezza del corpo risonante attivo in FeGaB/AlN di queste antenne per onde elettromagnetiche di 60,7 MHz sono, rispettivamente, 200 e 50 µm.

## Casi limite fondamentali delle antenne
Le antenne elettricamente piccole rappresentano uno dei quattro casi limite fondamentali della antenne considerati da R. C. Hansen. I quattro casi limite fondamentali delle antenne sono, antenne elettricamente piccole, antenne superdirettive, antenne con superrisoluzione e antenne ad alto guadagno.

## Misurazione
La misurazione passiva di un'antenna elettricamente piccola richiede l'aggiunta di un'induttanza (choke) RF da un quarto di lunghezza d'onda o di un nucleo di ferrite all'estremità del cavo coassiale di alimentazione per limitare o impedire alla corrente di circolare sulla superficie del cavo. La corrente che circola all'esterno del cavo di alimentazione aumenta le dimensioni elettriche e l'apertura di radiazione dell'antenna, determinando risultati di misurazione errati. Le induttanze (choke) da un quarto di lunghezza d'onda sono a banda stretta e i nuclei di ferrite presentano perdite a frequenze maggiori di 1 GHz. Queste tecniche non sono prive di problemi; la tecnica delle induttanze (choke) da un quarto di lunghezza d'onda consente alle correnti di propagarsi fino a 0,25 lunghezze d'onda dall'antenna e aumenta le dimensioni effettive, mentre la tecnica delle induttanze (choke) con perdite (per esempio i nuclei di ferrite) introduce perdite che devono essere considerate.